# Аеродром Оита
Аеродром Оита (јап. 大分空港) се налази у граду Кунисакију, префектура Оита, Јапан.
На аеродром долази се аутобусом, али не и возом. Ховеркрафт сервис до аеродрома Оита био је доступан до 2009. године, и то је била последњи аероглисер услуга у Јапану.